# Леонор Наварска
Леонор Наварска, известна и като Елеонора Арагонска, е наварска инфанта, регент на Навара и нейна кралица за кратко през 1479 г.

## Произход и наследство
Леонор е родена на 2 февруари 1426 г. в Отвил, Навара. Тя е четвърто и последно дете на наварската кралица Бланка I и на арагонския крал Хуан II. През 1426 г. Леонор, брат ѝ Карл и сестра им Бланка са признати официално за наследници на наварския престол. Въпреки това, след смъртта на Бланка I през 1441 г., баща им Хуан Арагоснки узурпира властта в кралството, лишавайки децата от правата им върху короната.
На 30 юли 1441 г. Леонор е омъжена за граф Гастон IV дьо Фоа-Беарн и на следващата година се установява със съпруга си в Беарн.
През 1451 г. в Навара избухва гражданска война между привържениците на брат ѝ Карл, законен крал на Навара, и баща им Хуан II Арагонски. През 1455 г. Хуан II Арагонски обявява Леонор за своя официална наследница на наварския престол и я назначава за регент на кралството.

## Кралица на Навара
През 1461 г. умира брат ѝ Карл, а неговите привърженици обявяват сестра им Бланка за нова кралица на Навара. По това време Бланка е държана в плен от баща си, който през 1462 г. подписва договор с Леонор, според който Леонор го признава за законен крал на Навара, продължава да управлява като регент на кралството и се съгласява да държи сестра си Бланка затворена под своя опека.
През 1464 г. сестрата на Леонора умира, докато се намира в плен под нейна опека. Слуховете приписват смъртта ѝ на Леонор и баща им. През 1468 г. крал Хуан II Арагонски убива епископа на Памплона, който е близък съветник на Леонор, и я отстранява от управлението на страната. Едва през 1471 г. баща ѝ отново я признава за свой наследник и я възстановява на регентския пост, на който Леонор остава до смъртта му през 1479 г. Веднага след смъртта на Хуан II Арагонски Леонор полага клетва като законна кралица на Навара. Тя обаче умира две седмици по-късно в Тудела, Навара. Неин наследник на наварския престол става внукът ѝ Франсоа Феб дьо Фоа.

## Деца
От брака си с Гастон IV дьо Фоа Леонор Наварска има десет деца
- Гастон дьо Фоа (1443 – 1470), принц Виански, женен за френската принцеса Мадлен Валоа; баща е на крал Франсоа Феб;[3]
- Пиер II дьо Фоа (1449 – 1490), кардинал и епископ на Арл;
- Жан дьо Фоа (ок. 1450 – 1500), виконт на Нарбона;
- Мария дьо Фоа (1452 – 1467), омъжена за Вилхелм VII, маркиз на Монферат;
- Жана дьо Фоа (1454 – 1476), омъжена за граф Жан V, граф на Арманяк;
- Маргарита дьо Фоа (1458 – 1486), омъжена за Франсоа II, херцог на Бретон;
- Катерина дьо Фоа (1460 – 1494), омъжена за Гастон дьо Фоа, втори граф на Кендал;
- Изабела дьо Фоа (р. 1462), омъжена за Ги дьо Пон, виконт на Турен;
- Елеонора дьо Фоа (р. 1466);
- Жак дьо Фоа (1469 – 1500), граф на Монфор, женен за Катерина дьо Бомон.